# جايسون فايل
جايسون فايل (بالإنجليزية: Jason Vale)‏ هو اخصائي تغذية ومتحدث تحفيزي بريطاني، ولد في 21 يونيو 1969 في لندن في المملكة المتحدة.

## وصلات خارجية
- الموقع الرسمي
- جايسون فايل على موقع IMDb (الإنجليزية)
- جايسون فايل على موقع ميوزك برينز (الإنجليزية)
- جايسون فايل على موقع قاعدة بيانات الفيلم (الإنجليزية)